# Kiso (miasto)
Kiso (jap. 木曽町 Kiso-machi) – miasto w Japonii, na wyspie Honsiu, w prefekturze Nagano. Według danych na rok 2020 miejscowość zamieszkiwało 10 584 mieszkańców , a gęstość zaludnienia wyniosła 22,2 os./km².